# 1972年ミュンヘンオリンピックのオーストリア選手団
1972年ミュンヘンオリンピックのオーストリア選手団（1972ねんミュンヘンオリンピックのオーストリアせんしゅだん）は、1972年8月26日から9月11日にかけて西ドイツのミュンヘンで開催された1972年ミュンヘンオリンピックのオーストリア選手団、およびその競技結果。

## 概要
今大会は銀メダル1個、銅メダル2個の合計3個のメダルを獲得した。

## メダル
| メダル | 選手名                     | 競技 | 種目       |
| ------ | -------------------------- | ---- | ---------- |
| 銅     | イローナ・グーゼンバウアー | 陸上 | 女子走高跳 |